# サソリ (民兵組織)
サソリ（セルビア語:Škorpioni）は、セルビア人によって構成された民兵組織であった。サソリはクロアチア紛争やボスニア・ヘルツェゴビナ紛争、コソボ紛争に加担した。サソリは1991年に、クロアチアから一方的に分離したセルビア人の国家「クライナ・セルビア人共和国」で結成された。サソリの指導者はスロボダン・メディッチ（Slobodan Medić）であった。

2005年、サソリの構成員らがスレブレニツァの虐殺に加担していたことを示すビデオが公開された。ビデオに映っていたサソリの元構成員らはセルビアで逮捕され、2007年に有罪判決を受けた。